# Харшбах
Харшбах (њем. Harschbach) општина је у њемачкој савезној држави Рајна-Палатинат. Једно је од 62 општинска средишта округа Нојвид. Према процјени из 2010. у општини је живјело 439 становника. Посједује регионалну шифру (AGS) 7138027.

## Географски и демографски подаци
Харшбах се налази у савезној држави Рајна-Палатинат у округу Нојвид. Општина се налази на надморској висини од 290 метара. Површина општине износи 2,2 km². У самом мјесту је, према процјени из 2010. године, живјело 439 становника. Просјечна густина становништва износи 201 становника/km².